# Honda RC211V
Honda RC211V — гоночний мотоцикл, що випускався у 2002-2006 роках компанією Honda. Був розроблений компанією HRC (Honda Racing Corporation) для участі у чемпіонаті світу з шосейно-кільцевих мотоперегонів MotoGP в класі MotoGP, дебютував у сезоні 2002. Гонщики на цьому мотоциклі виграли 48 гонок та здобули 3 титули чемпіона світу (Валентіно Россі у 2002-2003 роках та Нікі Хейден у 2006).
Специфікація моделі розшифровується як:
- RC — традиційний спортивний префікс Honda для 4-тактних двигунів;
- 211 — 1-е покоління у 21 столітті;
- V — V-подібний.

## Історія
У кінці 20 століття у світі все гостріше постало питання боротьби за екологію. Це також позначилось і на мотоспорті. В чемпіонаті світу з шосейно-кільцевих мотоперегонів MotoGP, найпрестижніших мотоциклетних змаганнях світу, брали участь мотоцикли з 2-тактними двигунами, які в порівнянні з 4-тактними видавали більше потужності, хоча й були менш екологічними. Тому з сезону 2002 на заміну „королівському класу“ змагань 500cc був введений новий — MotoGP. Новими правилами до участі у змаганнях допускались мотоцикли як з дво-, так і з чотиритактними двигунами. Для компенсації різниці у потужностях двигунів двох категорії, їхній максимальний робочий об'єм був обмежений для 2-тактних у 500 см³, для 4-тактних — в 1 000 см³. Кількість циліндрів у двигуні могла відрізнятись, але із збільшенням їх кількості зростала і дозволена мінімальна маса мотоцикла.
Основні конкуренти Honda, команди Suzuki та Yamaha, зупинили свій вибір на 4-циліндрових двигунах — модель Suzuki GSV-R мала V-подібну, а Yamaha YZR-M1 рядну конфігурацію розташування циліндрів. Італійська Aprilia у моделі RS Cube обрала 3-циліндрове рядне компонування двигуна. Інженери ж Honda вирішили розбудовувати RC211V на базі 5-циліндрового V-подібного двигуна.

## Специфікації

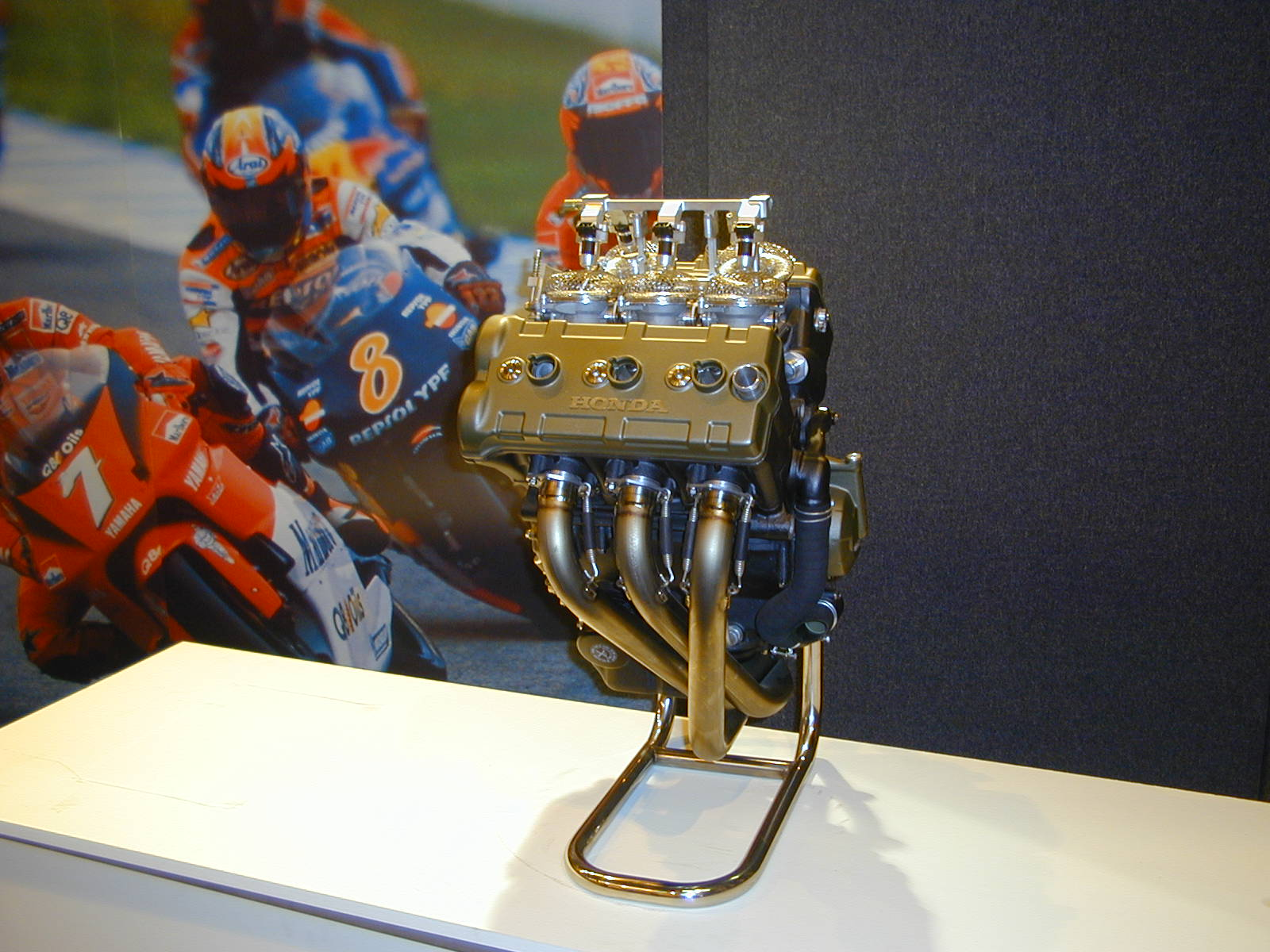
Двигун RC211V

Специфікації в залежності від сезонів:
|                             | 2002                                                | 2003                                                | 2004                                                | 2005                                                | 2006                                                |
| --------------------------- | --------------------------------------------------- | --------------------------------------------------- | --------------------------------------------------- | --------------------------------------------------- | --------------------------------------------------- |
| Довжина, мм                 | 2050                                                | 2050                                                | 2050                                                | 2050                                                | 2050                                                |
| Ширина, мм                  | 600                                                 | 600                                                 | 600                                                 | 645                                                 | 645                                                 |
| Висота, мм                  | 1130                                                | 1130                                                | 1130                                                | 1130                                                | 1130                                                |
| Колісна база, мм            | 1440                                                | 1440                                                | 1440                                                | 1440                                                | 1440                                                |
| Дорожній просвіт, мм        | 130                                                 | 130                                                 | 130                                                 | 130                                                 | 130                                                 |
| Маса, кг                    | понад 145                                           | понад 145                                           | понад 148                                           | понад 148                                           | понад 148                                           |
| Тип двигуна                 | рідинне охолодження, 4-тактний, DOHC 4 клапани, V-5 | рідинне охолодження, 4-тактний, DOHC 4 клапани, V-5 | рідинне охолодження, 4-тактний, DOHC 4 клапани, V-5 | рідинне охолодження, 4-тактний, DOHC 4 клапани, V-5 | рідинне охолодження, 4-тактний, DOHC 4 клапани, V-5 |
| Робочий об'єм, см³          | 990                                                 | 990                                                 | 990                                                 | 990                                                 | 990                                                 |
| Максимальна потужність, к/с | понад 200                                           | понад 200                                           | понад 240                                           | понад 240                                           | понад 240                                           |
| Тип рами                    | алюмінієва подвійна труба                           | алюмінієва подвійна труба                           | алюмінієва подвійна труба                           | алюмінієва подвійна труба                           | алюмінієва подвійна труба                           |
| Переднє колесо, дюйми       | 17                                                  | 17                                                  | 16,5                                                | 16,5                                                | 16,5                                                |
| Заднє колесо, дюйми         | 16,5                                                | 16,5                                                | 16,5                                                | 16,5                                                | 16,5                                                |
| Передня підвіска            | Телескопічний перевернута вилка (SHOWA)             | Телескопічний перевернута вилка (SHOWA)             | Телескопічний перевернута вилка (SHOWA)             | Телескопічний перевернута вилка (SHOWA)             | Телескопічний перевернута вилка (SHOWA)             |
| Задня підвіска              | маятник Unit Pro-link                               | маятник Unit Pro-link                               | маятник New Unit Pro-link                           | маятник New Unit Pro-link                           | маятник New Unit Pro-link                           |
| Об'єм баку, дм³             | 24                                                  | 24                                                  | 24                                                  | 22                                                  | 22                                                  |

## Результати
На мотоциклі Honda RC211V було виграно 3 чемпіонати в заліку гонщиків та 4 в заліку виробників:
| Сезон | Титул конструктора | Титул пілота | Переможець      |
| ----- | ------------------ | ------------ | --------------- |
| 2002  | +                  | +            | Валентіно Россі |
| 2003  | +                  | +            | Валентіно Россі |
| 2004  | +                  | —            |                 |
| 2006  | +                  | +            | Нікі Хейден     |

Всього на Honda RC211V було виграно 48 з 82 гонок серії Гран-Прі (58,5%):
| Гонщик          | Всього | Сезони          |
| --------------- | ------ | --------------- |
| Валентіно Россі | 20     | 2002-2003       |
| Сете Жібернау   | 8      | 2003-2005       |
| Марко Меландрі  | 5      | 2005-2006       |
| Макс Б'яджі     | 3      | 2003-2005       |
| Алекс Баррош    | 3      | 2002, 2004-2005 |
| Нікі Хейден     | 3      | 2003-2006       |
| Макото Тамада   | 2      | 2003-2006       |
| Дані Педроса    | 2      | 2006            |
| Тору Укава      | 1      | 2002-2004       |
| Тоні Еліас      | 1      | 2006            |